# Siġġiewi
Siġġiewi Málta egyik helyi tanácsa Mdinától délre a délnyugati parton. Lakossága 7903 fő. Lovagi neve 1797-től Città Ferdinand. A feltételezések szerint neve a Sageyo családnévből származik.

## Története
Helyén a Jeruzsálemi Szent János Ispotályos Lovagrend koráig különálló települések voltak: Ħal Xluq, Ħal Kbir, Ħal Niklusi és Ħal Qdieri, ezekre ma csak kápolnáik emlékeztetnek. A 14. században már lakott volt a terület. 1625-ben itt épült fel az inkvizítorok nyári palotája. Új plébániatemploma 1676 és 1693 között épült Lorenzo Gafà tervei alapján, Mattia Preti freskóival. A réginek ma csak a romjai láthatók. 1797. december 30-án Ferdinand von Hompesch zu Bolheim nagymester lakosai kérésére városi rangra emelte, és a Città Ferdinand nevet adta neki.
1994 óta Málta egyik helyi tanácsa.

## Önkormányzata
Siġġiewit héttagú helyi tanács irányítja. A jelenlegi, 6. tanács 2012 óta van hivatalban.
Polgármesterei:
- Angelo Farrugia (1994-1998)
- Aquilina Nenu (1998-2001)
- nincs adat (2001-2004)
- Robert Musumeci (2004-n.a.)
- Karol Aquilina (Nemzeti Párt, 2012-)

## Nevezetességei

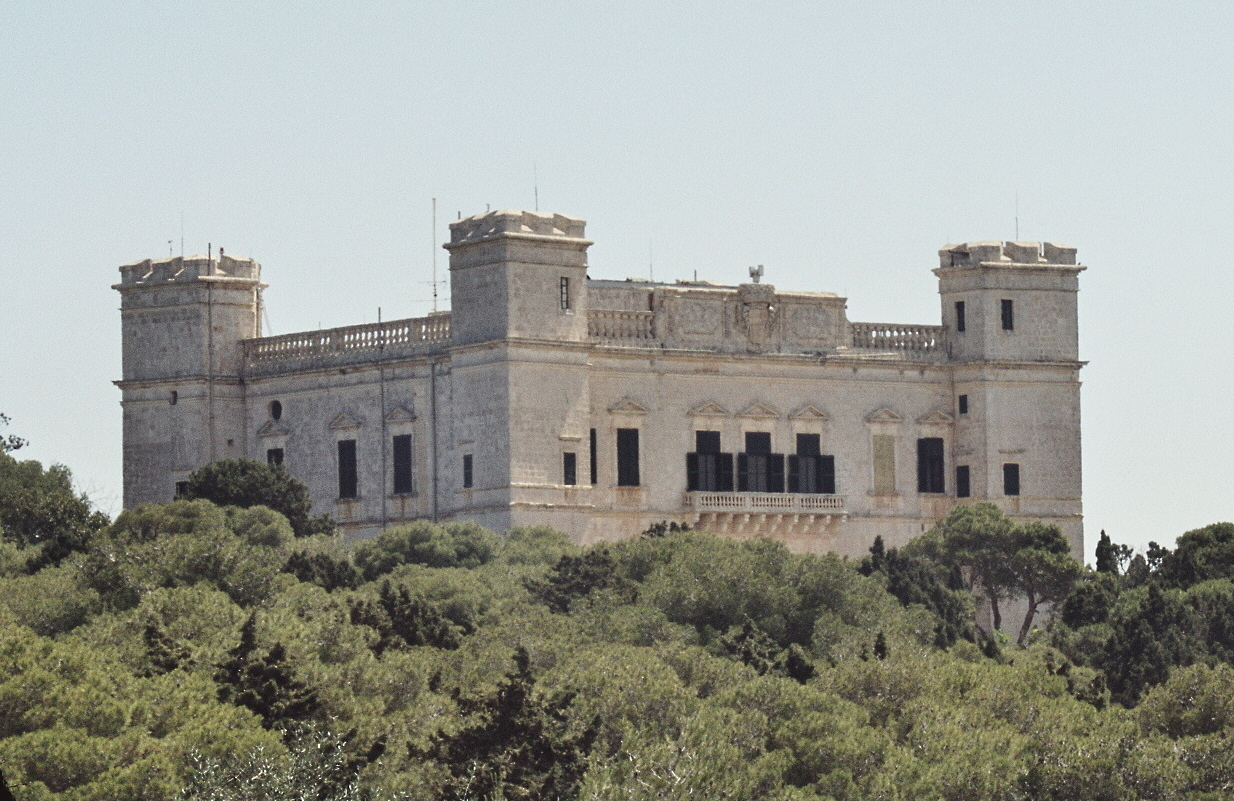
A Verdala-palota

- Buskett: egy mesterséges park Rabattal közös területén. Itt áll a
- Verdala Palace,[3] a máltai köztársasági elnök nyári lakhelye 1987 óta. Hugues Loubenx de Verdalle nagymester építtette 1586-ban. Tervezője Ġlormu Cassar. Kétemeletes erődített, mégis kényelmes paotaépület, amelyhez hasonlókat Cassar Itáliában láthatott. Barokk díszítéseit később adták hozzá. 1800-ban a francia foglyok őrzőhelye. A brit uralom idején a kormányzók egyik rezidenciája. A második világháború után múzeumi raktár, majd 1982-től reprezentatív kormányzati épület.
- Szent Miklós-plébániatemplom
- Għar Lapsi öble: a helyiek népszerű fürdőhelye, a turisták körében kevésbé ismert. A két kis öblöt barlangok szegélyezik, bár 2011 novemberében több is beomlott, a tanács jelenleg a környezet biztonságossá tételén igyekszik. Kedvelt kikötő és horgászhely is.[4]

## Kultúra
Band clubjai:
- San Nikola Band
- Siġġiewi Festival Brass Band

## Sport
- Labdarúgás: Siġġiewi Football Club
- Kosárlabda: Siġġiewi Kent Boringer, 2010-es bajnok[5]

## Közlekedés
Autóval megközelíthető Rabat vagy Żurrieq felől. Autóbuszjáratai: 89 (Vallettából); Busketthez: 81 (Valletta-Dingli)

## Hivatkozás
- www.is-Siggiewi.com (máltai nyelven)